# К-263 «Барнаул»
К-263 «Барнаул» — советская и российская многоцелевая атомная подводная лодка проекта 971 «Щука-Б», входившая в состав 10-й ДиПЛ 16-й ЭсПЛ Тихоокеанского флота.

## Постройка
19 января 1983 года была включена в списки кораблей ВМФ СССР.
25 апреля 1983 года на основании Директивы ГК ВМФ СССР на базе 26-й дивизии подводных лодок было начато формирование экипажа.
9 мая 1985 года заложена на судостроительном заводе им. Ленинского Комсомола в Комсомольске-на-Амуре.
28 мая 1986 года состоялся спуск на воду. 11 января 1988 года многоцелевая атомная подводная лодка «Дельфин» была принята в состав Военно-Морского флота СССР, на борту корабля был поднят Военно-Морской флаг.
31 декабря 1988 года вошла в состав 45-й дивизии 2-й флотилии подводных лодок Тихоокеанского флота.

## Служба
В мае 1991 году К-263 совершила свою первую и единственную боевую службу, после чего служила для отработки задач боевой подготовки личным составом остальных подлодок своей серии.
28 апреля 1992 года переклассифицирована в атомную крейсерскую подводную лодку.
В 1993 году завоевала приз главкома ВМФ за лучшую минную постановку.
13 апреля 1993 года получила наименование «Дельфин».
Последний выход в море состоялся в сентябре 1997 года. В марте 1998 года была переведена в состав 10-й ДиПЛ 2-й ФлПЛ Тихоокеанского флота.
9 февраля 2002 года получила наименование «Барнаул» в связи с установлением над ней шефских связей администрацией города Барнаул.
В 2006 году отправлена в ремонт на ДВЗ «Звезда» в город Большой Камень.
Из-за финансирования и загруженности завода другими заказами ремонт лодки не начинался до 2013 года. В этом же году было принято решение об утилизации подводной лодки до 2016 года. Во многом это вызвано тем, что «Барнаул» использовался как донор запчастей для восстановления других кораблей своего класса.
В 2014 году было объявлено, что Дальневосточный завод «Звезда» отремонтирует лодку до конца 2014 года. Но ремонт так и не начался. В 2018 году появились первые сообщения, что планируются работы по утилизации корабля.
К-263 «Барнаул» утилизирован в ПД-41 совместно с ССВ-33 «Урал» в 2018—2019 годах.

## Командиры
- Головачев Е. С.
- Мишин А. Е.
- Перминов А. В.
- Гаврилин В.
- Михалевский О. И.